# Обудовац
Обудовац (серб. Обудовац) —  населённый пункт (посёлок) в общине Шамац, который принадлежит энтитету Республике Сербской, Босния и Герцеговина. Расположен в 15 км к юго-востоку от города Шамац.

## Население
Численность населения посёлка Обудовац по переписи 2013 года составила 2 648 человек.
Этнический состав населения населённого пункта по данным переписи 1991 года:
- сербы — 3.138 (98,09 %),
- югославы — 35 (1,09 %),
- хорваты — 16 (0,50 %),
- боснийские мусульмане — 2 (0,06 %),
- прочие — 8 (0,25 %).

Всего: 3.199 чел.